# Nachal Kochal
Nachal Kochal (hebrejsky נחל כחל) je vádí v jižním Izraeli, na pomezí Judských hor (respektive Hebronských hor) a severní části Negevské pouště.
Začíná v nadmořské výšce necelých 600 metrů v kopcovité krajině v pohoří Harej Ira. Vede pak k jihovýchodu a jihu. U pahorku Giv'at Mar'it ústí zprava do vádí Nachal Mar'it.